# Hjalmar Saxtorph
Hjalmar Christen Saxtorph (ur. 19 kwietnia 1883 w Vorgod, zm. 24 kwietnia 1942 w Kopenhadze) – duński pływak, uczestnik Olimpiady Letniej 1906 i Letnich Igrzyskach Olimpijskich 1908 w Londynie.
Na Olimpiadzie Letniej 1906 pływał na dystansach 1 mili i 400 metrów stylem dowolnym.
Podczas igrzysk olimpijskich w Londynie pływał na dystansach: 100 metrów stylem dowolnym, 400 metrów stylem dowolnym oraz w sztafecie 4 × 200 metrów stylem dowolnym.